# Odostomia eyerdami
Odostomia eyerdami är en snäckart som beskrevs av Bartsch 1927. Odostomia eyerdami ingår i släktet Odostomia och familjen Pyramidellidae. Inga underarter finns listade i Catalogue of Life.